# Ignacio Salas
Ignacio Salas Lamamié de Clairac (Bilbao, 18 de diciembre de 1945 - Torrevieja, 13 de enero de 2016) fue un presentador de televisión español que desempeñó buena parte de su trayectoria profesional en Televisión Española (TVE). Desde 2000 hasta 2006 fue presidente de la Academia de las Ciencias y las Artes de Televisión.

## Biografía
Ignacio Salas nació en Bilbao en 1945. Era hijo de Ramón Salas Larrazábal, general de Aviación y conocido historiador militar, especializado en la guerra civil española, y su esposa, Eulalia Lamamié de Clairac Nicolau.
Trabajó como redactor, reportero, locutor, narrador, realizador, guionista, creativo y presentador de todo tipo de programas. Su trayectoria estuvo muy ligada a la de Guillermo Summers, con el que compartió presencia en numerosos programas y anuncios de televisión.
Entre los programas de televisión que condujo, se pueden recordar algunos como En paralelo (1982), Y sin embargo... te quiero (1983-1985), Segundos fuera (1986), Juegos sin fronteras (1988), La hora del TPT (1988) o Juego de niños (1989) y Al habla (2001-2004).
Miembro de la Junta Directiva constituyente de la Academia de Televisión, en marzo de 2000 fue elegido presidente de la Academia de las Ciencias y las Artes de Televisión de España (ATV) para un periodo de cuatro años, cargo para el que fue reelegido en junio de 2004. Dejó el cargo en septiembre de 2006.